# Этажи (выставочный центр)
«Этажи» — торгово-выставочный центр в Санкт-Петербурге, первый и самый известный функционирующий в лофте (бывшем фабричном помещении Смольнинского хлебозавода) комплекс в Санкт-Петербурге. Самоназвание — «Лофт Проект Этажи».
На площадях лофта размещено несколько выставочных пространств и художественных галерей, часть площадей сдаётся в аренду магазинам и кафе, также на территории комплекса расположена гостиница.
Создатель и идейная вдохновительница «Этажей» — Мария Владимировна Ромашова. Комплекс был открыт в 2007 году выставкой Эндрю Логана и Ирены Куксенайте в галерее «Глобус» (5-й этаж) и стал первым в Санкт-Петербурге выставочным центром в лофте. Находится на пяти этажах здания бывшего Смольнинского хлебозавода по адресу Лиговский проспект, 74.
Авторы дизайн-проекта по реконструкции внутренних пространств Смольнинского хлебозавода — братья Савелий и Егор Архипенко. В интерьерах «Этажей» сохранены и законсервированы элементы цеховых помещений: окантованные металлом бетонные колонны, оборудование для выпечки хлеба, стоки для муки, котельные трубы, чугунный пол. Дополнительно установлена антикварная и выполненная по индивидуальным проектам мебель, вмонтированы в пол стеклянные окна, на некоторых этажах пространство делится подиумами.
Некоторые выставки:
- 2011 — «Без страховки». Актуальное искусство Италии[4].
- 2010, 2011 — World Press Photo[5].
- 2008 — «100 предметов итальянского дизайна»[6].
- 2009 — «Мрамор» Фабио Виале[7].